# Petrúcio Maia
Salvino Petrúcio Mesquita Maia (Fortaleza, 21 de agosto de 1947 - Fortaleza, 5 de maio de 1994) foi um pianista, compositor, ator, cantor e produtor cultural brasileiro.

## Biografia
Último dos oito filhos dos alagoanos Salvino da Costa Maia e Maria da Conceição Mesquita Maia e o único nascido no Ceará. Tendo as primeiras lições de piano em casa, com as irmãs, e estudado o instrumento com o mesmo afinco com que se dedicava às leituras escolares, Petrúcio se tornou um dos principais protagonistas do cenário musical formado no Estado nos anos 60 e 70, gestado a partir dos espaços universitários, teatros, bares e da TV Ceará.
Residiu por longa data no Rio de Janeiro e em São Paulo, compondo e divulgando as músicas feitas sozinho ou com seus  parceiros tais como José Carlos Capinam, Clodo Ferreira, Belchior, Fausto Nilo, Bigha Maia, Climério, Brandão, Augusto Pontes, entre outros. Foi parceiro na vida e na música de Bigha Maia. A música "Cebola Cortada" de Petrúcio Maia e Clodo, grande sucesso da dupla, gravada por vários cantores da MPB, inclusive por Milton Nascimento e MPB4.
Seu primeiro de dois álbuns foi "Melhor que mato verde", de 1980.
Portador do vírus HIV, Petrúcio faleceu em Fortaleza. Desde a morte de Petrúcio Maia, sua esposa Bigha Maia luta pelos seus direitos autorais e patrimoniais. Tem um processo correndo na justiça na cidade do Rio de Janeiro contra a Editora Orós, de propriedade do cantor e editor Raimundo Fagner.

### CD Cantos do Planeta
O CD Cantos do Planeta foi concebido  por Petrúcio Maia no Rio de Janeiro e gravado em Fortaleza, no ano de 1994. Petrúcio Maia não chegou a ver o seu trabalho pronto pois faleceu antes. O CD Cantos do Planeta foi lançado como uma homenagem póstuma a Petrúcio Maia. É um CD autoral de Petrúcio Maia e Bigha Maia, contando com outras parcerias de Petrúcio, entre elas Clodo Ferreira na canção "Atmosfera", Fausto Nilo na canção "Palmeirais de Prata", José Carlos Capinam na canção "Coração Planetário" e Clodo e Climério na canção "Quando Você Me Encontrar". As músicas "Magia Andaluza", "Brasília Asa Delta" e "Mandala" tem letra e música de Petrúcio Maia. "Pensamento Belo", "Maravilha (Braço d' Água)", "Não Vá Embora", "Olho do Infinito", "Festa da Lua Cheia" e "Saídas" são parcerias de Petrúcio Maia e Bigha Maia.

Em entrevista concedida ao jornalista e amigo Francis Vale, dois anos antes de sua partida, Petrúcio explicou a própria obra:
"São cantos de amor e natureza, como a maioria das minhas músicas. São músicas que eu chamaria de "ethno-fusion".  Porque eu acredito na fusão natural das culturas, em todos os planos, inclusive na música. As canções que escrevo utilizam ritmos e estruturas melódicas que viajam por lugares e etnias. E os textos contém símbolos étnicos, que as vezes formam uma estrutura até certo ponto épica. Um outro elemento a destacar é a ocupação com os temas ecológicos, sem necessariamente  partir para o protesto explícito, mas simplesmente cantando a natureza. É uma geo-poética  política. Como um atlas musical."
No blog "Música do Ceará", o jornalista e radialista Nelson Augusto escreveu sobre o CD Cantos do Planeta: 

"Petrúcio Maia era grande admirador da voz de sua companheira que ele descrevia assim:“A voz de Bigha tem uma riqueza de timbres muito grande, às vezes encorpado, às vezes mais seco. Vai do forte ao suave, é uma voz que tem um colorido muito especial e se adapta à uma variedade grande de músicas. A presença dela no palco também é muito forte e firme. Alguém que gosta e vive intensamente o momento em que está no palco”. Cantos do Planeta é o resultado musical do encontro de Petrúcio e Bigha Maia e ao mesmo tempo o que é universal, continua ali, na Praia de Iracema, com todo o colorido e o ritmo da melhor música feita no Ceará por um de seus representantes mais puros e fortes que foi o inesquecível Petrúcio Maia." 